# دوبال‌میوگان
دوبال‌میوگان (نام علمی: Dipterocarpaceae) نام یک تیره از راسته پنیرک‌سانان است.